# Lista de governadores-gerais da África do Sul
O Governador-geral da União Sul-Africana era o representante da coroa britânica na África do Sul entre 1910 e 1961. A União Sul-Africana foi um reino da Comunidade Britânica de Nações sob o reinado dos reis do Reino Unido. Sua última soberana foi Isabel II, apesar de nunca ter desempenhado papel efetivo no governo e nem mesmo visitado o país como chefe de Estado. Alguns dos titulares eram membros da família real ou grandes nobres do país. 

## Republicanismo

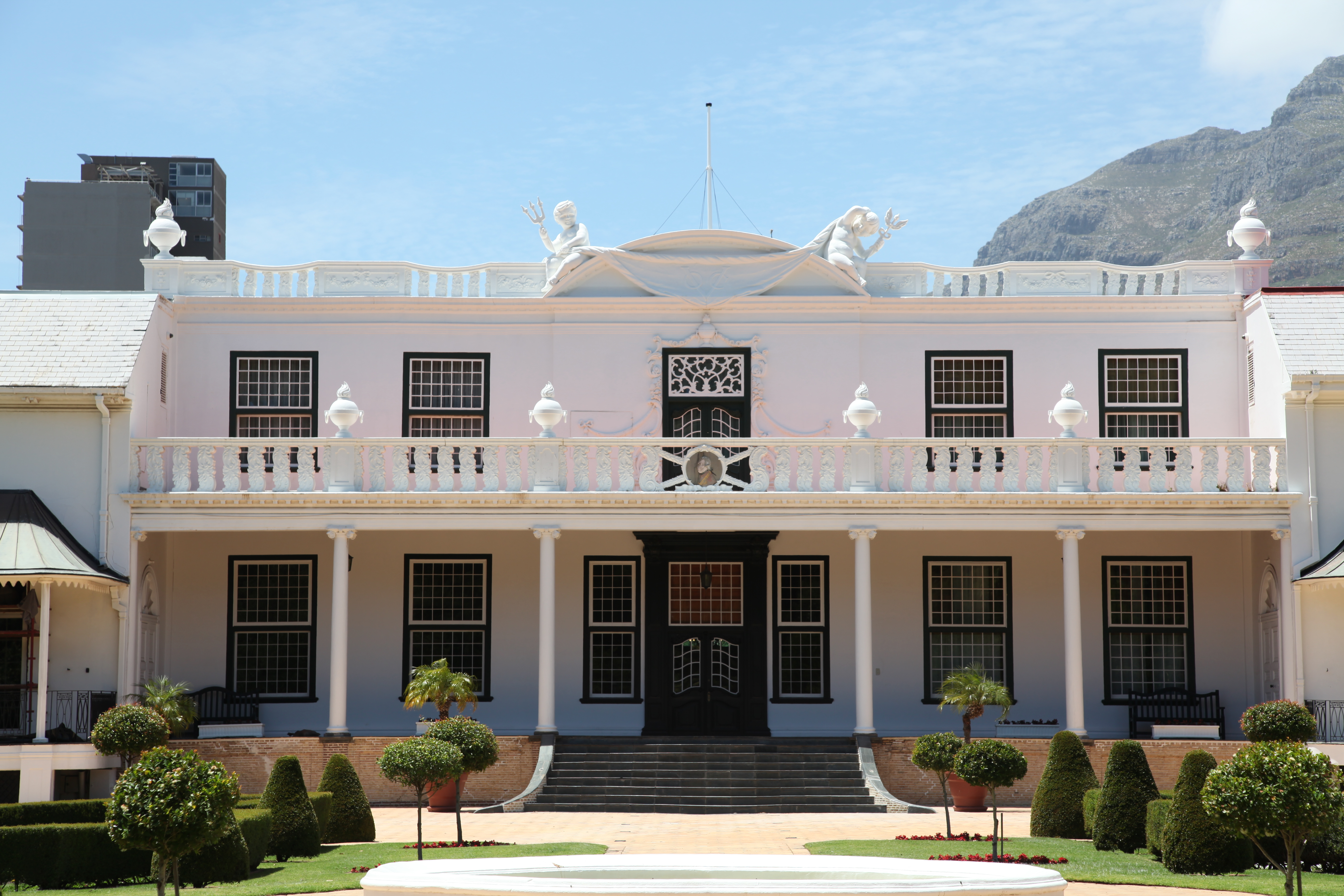
De Tuynhuys, o escritório da Presidência da República da África do Sul na Cidade do Cabo, originado em 1682

O partido africâner, o Partido Nacional, ascendeu ao poder em 1948. A entidade sempre foi abertamente republicana e consideravam o domínio britânico no país como resquício da decadente política imperialista britânica. Sob o governo do partido, a monarquia foi cada vez mais perdendo sua influência e poder. O hino God Save the Queen deixou de ser usado em 1957 e substituído pelo Die Stem van Suid-Afrika (O Chamado da África do Sul).
Em 1960, o primeiro-ministro Hendrik Verwoerd lançou um referendo para a proclamação da república. 52% da população votou a favor e o país logo tornou-se a República da África do Sul. Charles Robbert Swart, governador-geral, comandou a administração provisória até ser eleito primeiro presidente da África do Sul em 30 de maio de 1961. 

## Governadores-gerais da União Sul-Africana
| # | Retrato                  | Nome                                                    | Início do Mandato      | Fim do Mandato         | Monarca                          |
| - | ------------------------ | ------------------------------------------------------- | ---------------------- | ---------------------- | -------------------------------- |
| 1 |                          | Herbert Gladstone 1.º Visconde de Gladstone (1854-1930) | 31 de maio de 1910     | 8 de setembro de 1914  | Rei Jorge V (1910-1936)          |
| 2 |                          | Sydney Buxton 1.º Conde de Buxton (1853-1934)           | 8 de setembro de 1914  | 17 de novembro de 1920 | Rei Jorge V (1910-1936)          |
| 3 |                          | Artur de Connaught Príncipe de Connaught (1883-1938)    | 17 de novembro de 1920 | 21 de janeiro de 1924  | Rei Jorge V (1910-1936)          |
| 4 |                          | Alexandre de Teck Conde de Athlone (1874-1957)          | 21 de janeiro de 1924  | 26 de janeiro de 1931  | Rei Jorge V (1910-1936)          |
| 5 |                          | George Villiers 6.º Conde de Claredon (1877-1955)       | 26 de janeiro de 1931  | 5 de abril de 1937     | Rei Jorge V (1910-1936)          |
| 5 | Rei Eduardo VIII (1936)  | George Villiers 6.º Conde de Claredon (1877-1955)       | 26 de janeiro de 1931  | 5 de abril de 1937     |                                  |
| 5 | Rei Jorge VI (1936-1952) | George Villiers 6.º Conde de Claredon (1877-1955)       | 26 de janeiro de 1931  | 5 de abril de 1937     |                                  |
| 6 |                          | Patrick Duncan (1870-1943)                              | 5 de abril de 1937     | 17 de julho de 1943    |                                  |
| — |                          | Nicolaas Jacobus de Wet (Interino) (1873-1960)          | 17 de julho de 1943    | 1.º de janeiro de 1946 |                                  |
| 7 |                          | Gideon Brand van Zyl (1873-1956)                        | 1.º de janeiro de 1946 | 1.º de janeiro de 1951 |                                  |
| 8 |                          | Ernest George Jansen (1881-1959)                        | 1.º de janeiro de 1951 | 25 de novembro de 1959 | Rainha Isabel II (1952-presente) |
| — |                          | Lucas Cornelius Steyn (Interino) (1903-1976)            | 26 de novembro de 1959 | 11 de dezembro de 1959 | Rainha Isabel II (1952-presente) |
| 9 |                          | Charles Robert Swart (1894-1982)                        | 11 de dezembro de 1959 | 30 de abril de 1961    | Rainha Isabel II (1952-presente) |
| — |                          | Lucas Cornelius Steyn (Interino) (1903-1976)            | 30 de abril de 1961    | 31 de maio de 1961     | Rainha Isabel II (1952-presente) |